# Ањоне Бањи
Ањоне Бањи (итал. Agnone Bagni) је насеље у Италији у округу Сиракуза, региону Сицилија. 
Према процени из 2011. у насељу је живело 381 становника. Насеље се налази на надморској висини од 6 м.